# Las Vegas Metropolitan Police Department
Las Vegas Metropolitan Police Department (förkortning: LVMPD) är den lokala polisen för både Las Vegas och Clark County i den amerikanska delstaten Nevada.

## Bakgrund
LVMPD bildades 1973 genom en sammanslagning av Las Vegas Police Department (LVPD) med Clark County Sheriff's Department (CCSO). Sammanslagningen var förorsakad av rationalisering liksom av de två föregångarna ofta sammanblandades eller vars roller missförstods, då exempelvis turistmålet Las Vegas Strip formellt ligger utanför Las Vegas stadsgräns.

## Organisation

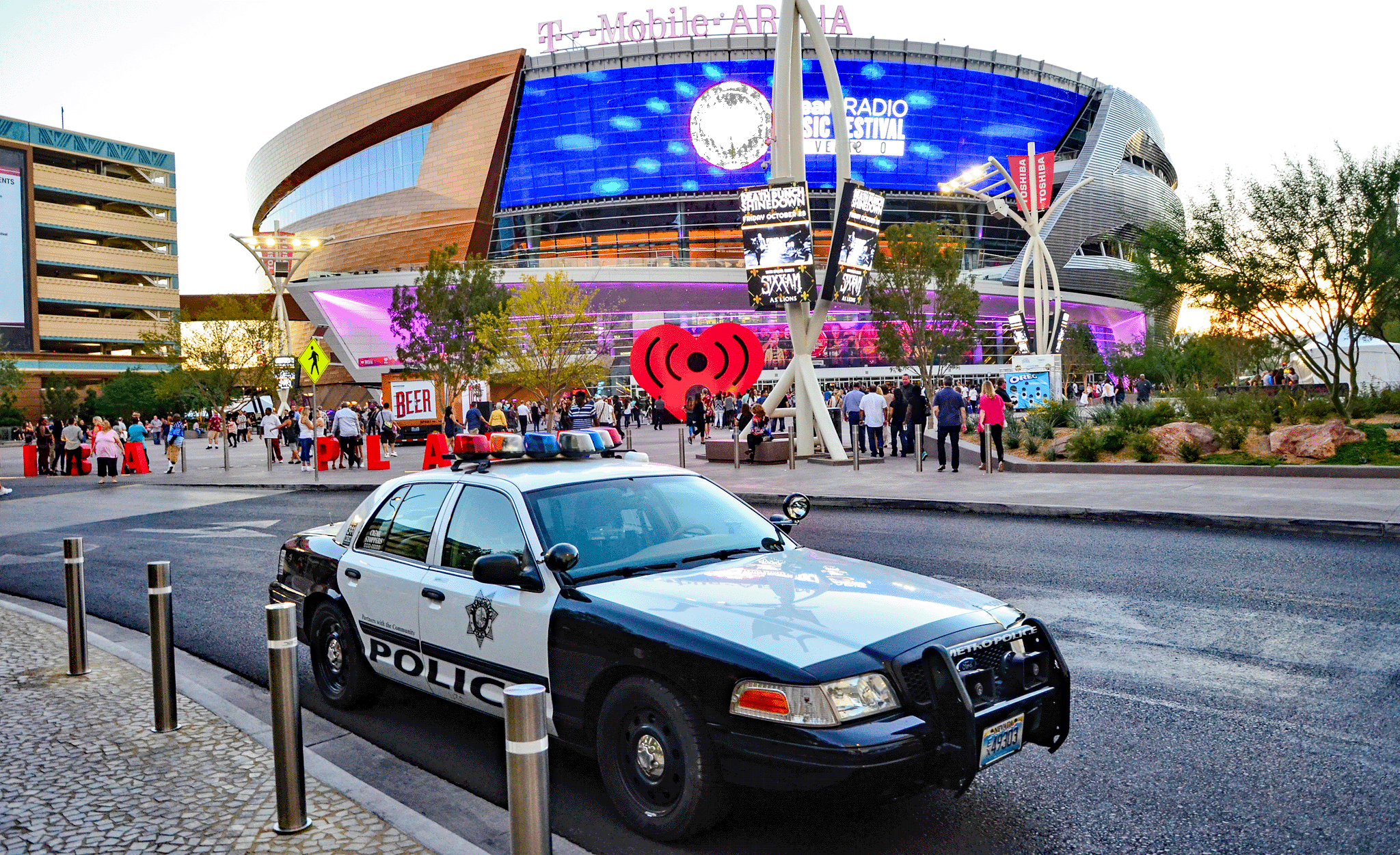
Polisbil från LVMPD av typ Ford Crown Victoria utanför T-Mobile Arena.

Den folkvalde sheriffen för Clark County är den högste polischefen för LVMPD. Sheriffen väljs på mandatperioder om 4 år, med obegränsat antal omval. Tidigare sheriffen Joe Lombardo valdes till Nevadas guvernör under 2022. 
Förutom polisverksamheten ansvarar sheriffen även för det lokala häktet Clark County Detention Center samt för delgivning.
LVMPD är den numerärt största poliskåren i delstaten Nevada. Under fiskalåret 2021/2022 hade LVMPD 4 707 anställda, varav 3 387 poliser samt 1 320 civilanställda.

## Populärkultur
Polisen i Las Vegas har skildrats, direkt eller indirekt, i ett stort antal långfilmer och romaner.